# Savas
Pour les articles homonymes, voir Savas (homonymie).
Savas est une commune française, située dans le département de l'Ardèche en région Auvergne-Rhône-Alpes, à 10 km au nord de la ville d'Annonay.
Elle est une des rares communes françaises à porter un nom palindrome, qui peut être lu en inversant les lettres, comme aussi Callac (Côtes-d'Armor), Èze (Alpes-Maritimes), Laval (Mayenne), Noyon (Oise), Sarras (Ardèche), Selles (Eure), Selles (Haute-Saône), Selles (Marne), Selles (Pas-de-Calais), Senones (Vosges), Serres (Aude), Serres (Hautes-Alpes), Serres (Meurthe-et-Moselle) et Sées (Orne).

## Géographie

### Situation et description
La commune de Savas se trouve composée de deux parties, reliées par un étroit passage au col du Fayet.
À l'est, c'est l'ancienne paroisse de « Saint-Julien-en-Goye », dont le premier sanctuaire se trouvait perché sur la limite avec Peaugres. Une église paroissiale a été ensuite construite à l'actuel village. Mais d'autres hameaux, de part et d'autre du suc de Charézy, font aussi partie de la commune. Tous ces secteurs se sont récemment développés. Plus particulièrement le secteur de Chazeaux et de Tourton, plus proche d'Annonay. 

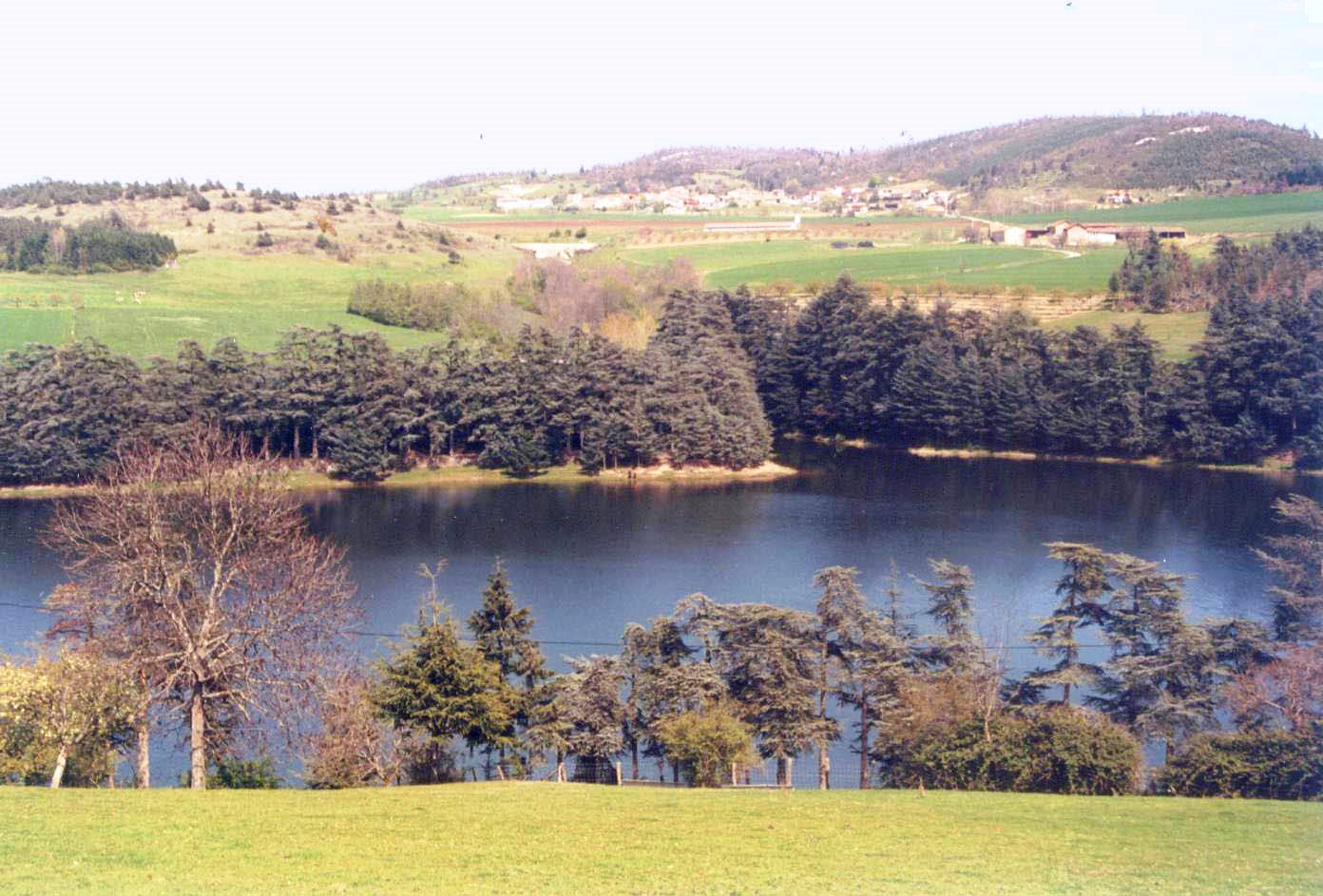
Au-dessus du lac du Ternay, le suc de Clava, le hameau d'Eteize et ses anciens filons miniers.

La partie nord-ouest de la commune, centrée autour du hameau d'Eteize, a une histoire particulière. Avant la Révolution, ce hameau était rattaché à Saint-Julien-Molin-Molette. En 1790, son territoire a été intégré au département de l'Ardèche. En 1794, l'administration l'a rattaché officiellement à la commune de Savas. En 1806, une réorganisation des paroisses a intégré le hameau d'Eteize à la paroisse de Saint-Jacques-d'Atticieux. En 1835, des habitants d'Eteize ont demandé d'être aussi rattachés administrativement à Saint-Jacques-d'Atticieux. L'opposition de la commune de Savas a déclenché un contentieux de 18 ans qui s'est terminé en 1853 par un maintien définitif d'Eteize dans la commune de Savas.
Avec ce territoire ouest, Savas s'étend ainsi jusqu'au lac du Ternay, et en partage la propriété avec Saint-Marcel.
Autre singularité territoriale : la commune de Savas faisait partie du canton de Serrières. Mais elle a considéré en 1991 qu'elle était plutôt tournée vers Annonay et elle a adhéré au district urbain d'Annonay. En 1999, elle est donc naturellement restée dans la communauté de communes du bassin d'Annonay, qui est devenue en 2014 communauté d'agglomération et remplacé en 2017 par Annonay Rhône Agglo. Elle fait partie aujourd'hui du canton d'Annonay-1.

### Communes limitrophes
Savas est limitrophe de neuf communes, huit étant situées dans le département de l'Ardèche et une dans le département de la Loire. Elles sont réparties géographiquement de la manière suivante :

### Climat
Pour des articles plus généraux, voir Climat d'Auvergne-Rhône-Alpes et Climat de l'Ardèche.
En 2010, le climat de la commune est de type climat des marges montargnardes, selon une étude du CNRS s'appuyant sur une série de données couvrant la période 1971-2000. En 2020, Météo-France publie une typologie des climats de la France métropolitaine dans laquelle la commune est dans une zone de transition entre le climat de montagne et le climat méditerranéen et est dans la région climatique  Sud-est du Massif Central, caractérisée par une pluviométrie annuelle de 1 000 à 1 500 mm, minimale en été, maximale en automne. 
Pour la période 1971-2000, la température annuelle moyenne est de 10,2 °C, avec une amplitude thermique annuelle de 17 °C. Le cumul annuel moyen de précipitations est de 932 mm, avec 8,8 jours de précipitations en janvier et 6 jours en juillet. Pour la période 1991-2020, la température moyenne annuelle observée sur la station météorologique de Météo-France la plus proche, « Peaugres Rad », sur la commune de Peaugres à 3 km à vol d'oiseau, est de 12,3 °C et le cumul annuel moyen de précipitations est de 752,5 mm,. Pour l'avenir, les paramètres climatiques de la commune estimés pour 2050 selon différents scénarios d'émission de gaz à effet de serre sont consultables sur un site dédié publié par Météo-France en novembre 2022.

### Hydrographie
Le territoire communal est bordé par le Ternay, un affluent de la Déôme (ou Deûme ).

## Urbanisme

### Typologie
Au 1er janvier 2024, Savas est catégorisée commune rurale à habitat dispersé, selon la nouvelle grille communale de densité à 7 niveaux définie par l'Insee en 2022.
Elle est située hors unité urbaine. Par ailleurs la commune fait partie de l'aire d'attraction d'Annonay, dont elle est une commune de la couronne,. Cette aire, qui regroupe 37 communes, est catégorisée dans les aires de 50 000 à moins de 200 000 habitants,.

### Occupation des sols
L'occupation des sols de la commune, telle qu'elle ressort de la base de données européenne d’occupation biophysique des sols Corine Land Cover (CLC), est marquée par l'importance des territoires agricoles (55,5 % en 2018), une proportion sensiblement équivalente à celle de 1990 (56,3 %). La répartition détaillée en 2018 est la suivante : 
zones agricoles hétérogènes (41,8 %), forêts (40,7 %), prairies (13,8 %), zones urbanisées (2,4 %), eaux continentales (1,3 %).
L'évolution de l’occupation des sols de la commune et de ses infrastructures peut être observée sur les différentes représentations cartographiques du territoire : la carte de Cassini (XVIIIe siècle), la carte d'état-major (1820-1866) et les cartes ou photos aériennes de l'IGN pour la période actuelle (1950 à aujourd'hui).

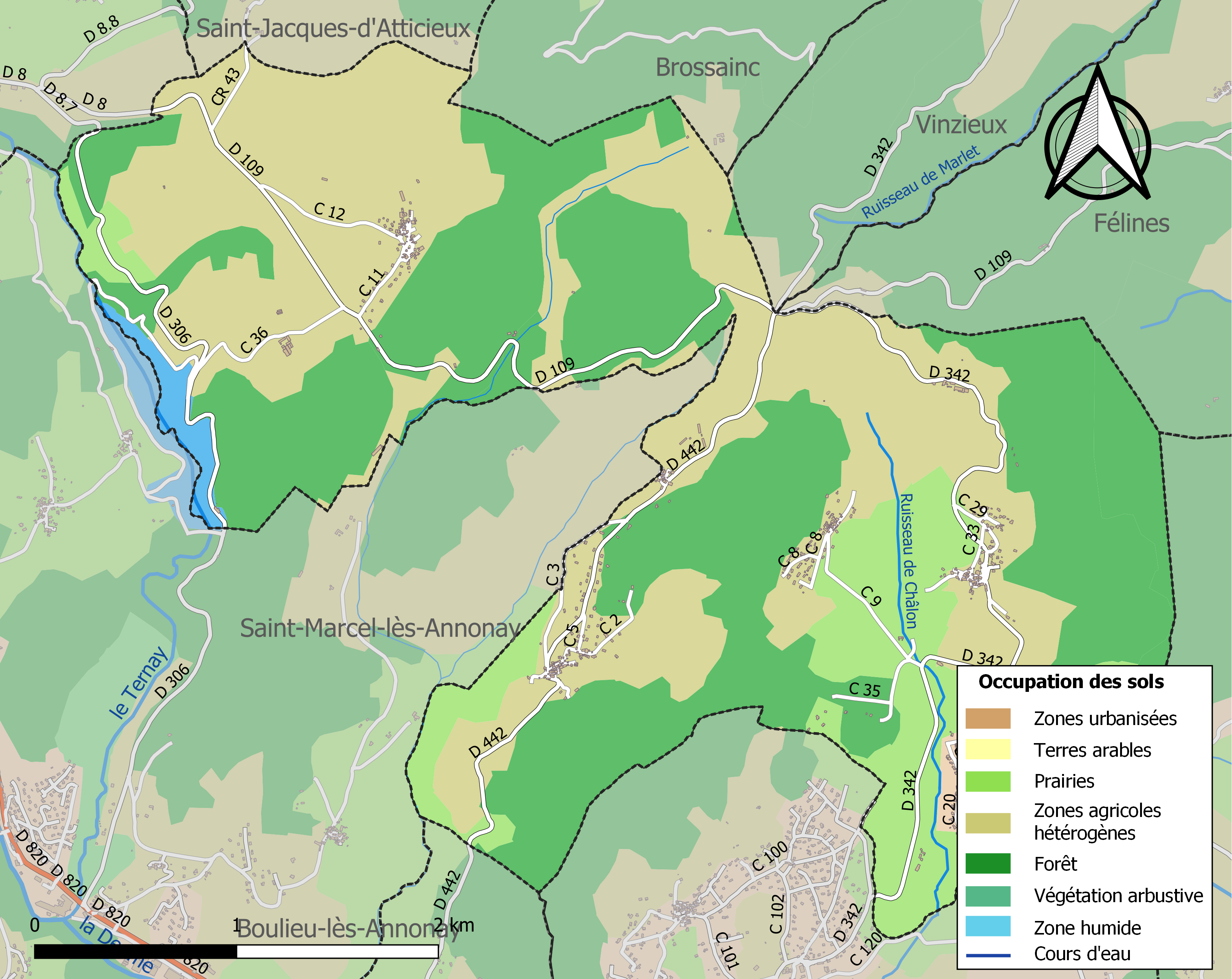
Carte des infrastructures et de l'occupation des sols de la commune en 2018 (CLC).

## Histoire

### Saint-Julien-en-Goye

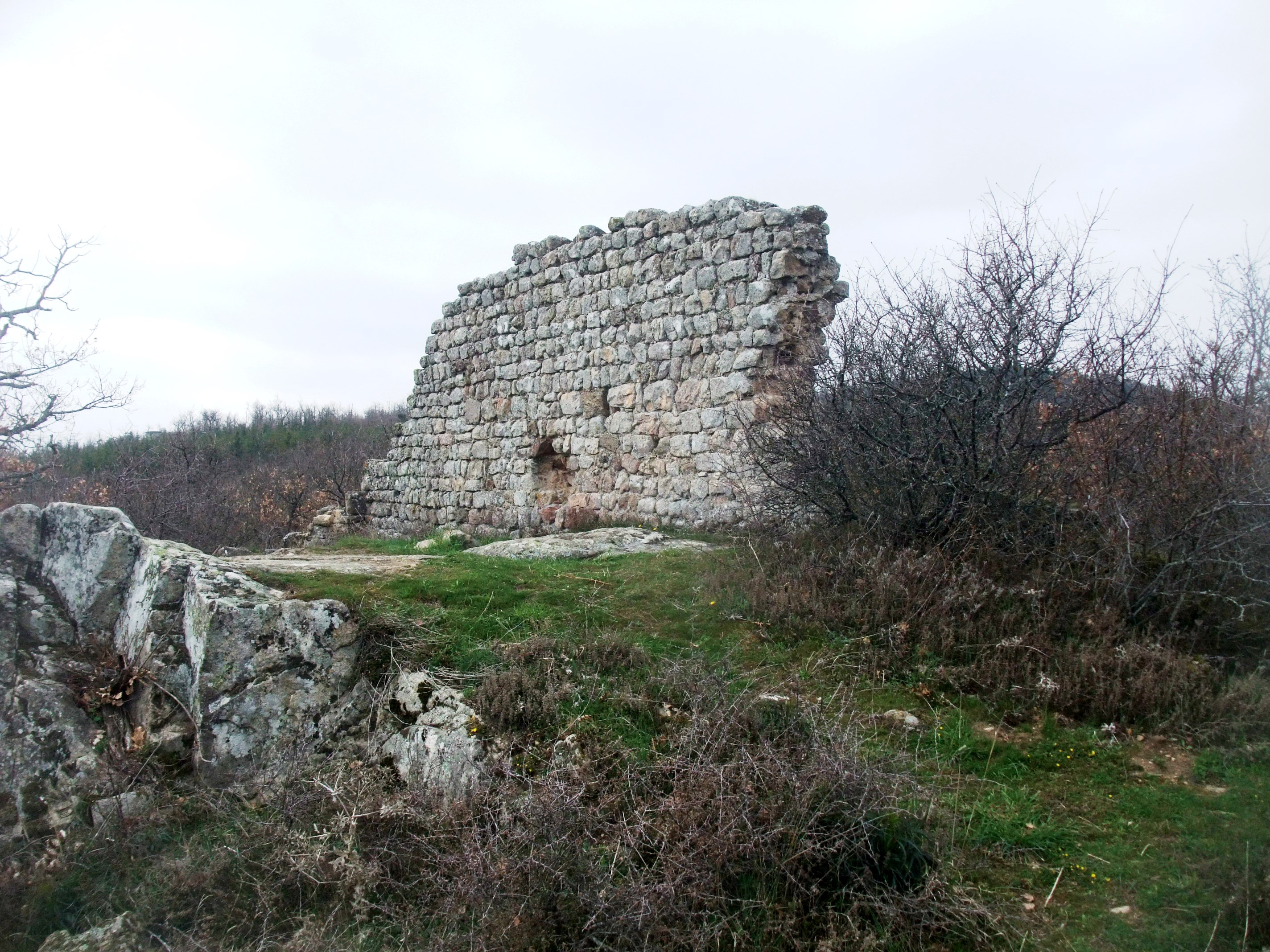
Le mur restant de la chapelle de Saint-Julien-en-Goye, à la limite avec Peaugres.

Comme sur beaucoup d'autres communes, il reste peu de traces évidentes d'habitat pré-gaulois. Par contre on peut supposer une certaine ancienneté au site de Saint-Julien-en-Goye, situé sur un promontoire sud bien placé entre Savas et Peaugres. Autour de l'emplacement de l'ancienne chapelle, on peut retrouver des emplacements de huttes semi-enterrées, comme sur l'oppidum du Chirat Blanc, où elles témoignent d'une utilisation gauloise ou pré-gauloise. Ce site naturel dominant a peut-être été aussi utilisé comme sanctuaire païen.
Toujours est-il que le lieu a été ensuite un sanctuaire chrétien. Saint-Julien a été un martyr des premiers temps du christianisme et le mot « Goye » (prononcé « goi ») provient du latin gaudium, qui a donné « joie » en français actuel. On y a découvert en 1868, dans sa partie est, des squelettes de bonne taille et bien conservés dans des tombes creusées dans le rocher. Ce type de sépulture pourrait remonter au VIIIe siècle. Une chapelle a existé sur la plate-forme rocheuse, comme l'atteste le pan de mur subsistant. Le reste a été démoli en 1562 par les protestants, qui ont en même temps tué le prêtre qui officiait sur place. Selon la légende, il avait réussi à se cacher de ses poursuivants, mais sa présence fut révélée par les aboiements de son petit chien qui l'avait suivi. L'histoire serait à l'origine du nom du lieu-dit « pré Chapellan ».

### Une église au village
Après la destruction du sanctuaire dédié à Saint-Julien, c'est le village de Savas qui est devenu le centre de la paroisse. Un habitat y existait depuis longtemps, puisqu'on y a retrouvé dans les années 1980, en bord de chemin, des tombes avec des tuiles et de la céramique romaine.

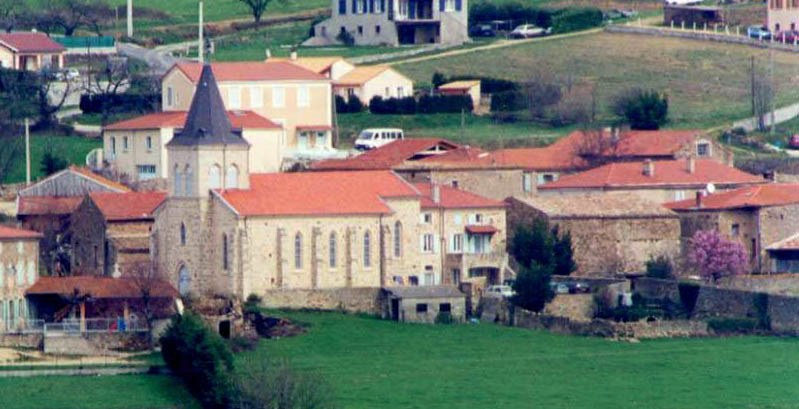
Le bâtiment actuel date de 1896.

La paroisse a d'abord conservé le nom de Saint-Julien-en-Goye. L'ancienne chapelle se situait à l'emplacement du chœur de l'église actuelle. Mais son orientation était différente, avec son entrée au nord. Sa construction a été peut-être financée dans les années 1500 par les seigneurs de Gourdan, les Du Peloux, puisque leurs armes figuraient sur un ancien badigeonnage. En 1670 sans doute, une nef a été rajoutée, mais dans le sens ouest-est. En 1896, toute la nef a été rebâtie: l'église a été élargie de deux allées latérales, et ses voûtes surélevées. Le clocher actuel date aussi de cette époque. Des restaurations ont été effectuées en 1954 et en 1995.

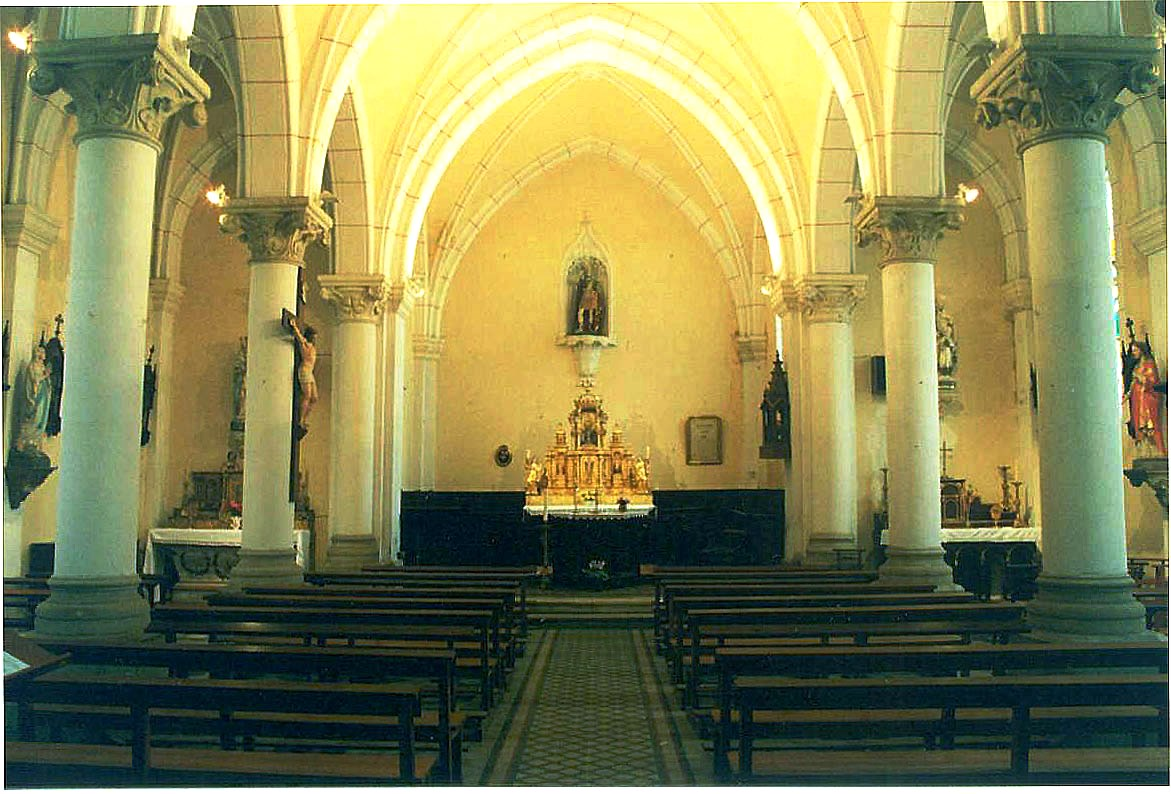
Une nef agrandie en deux fois avec un chœur plus ancien.

Une grande partie du mobilier de l'église date du XIXe siècle. Par contre, le retable doré de l'autel principal est plus ancien: il provient de l'ancien couvent Sainte-Claire et date du XVIIe siècle. Le panneau gothique inséré dans la porte de la sacristie est aussi ancien: il provient de l'ancien couvent des Récollets d'Annonay et porte encore les traces de l'incendie de l'époque de la Révolution.

### Des éleveurs au Moyen Âge
Faute de témoignages écrits, il est difficile de se faire une idée de la vie des habitants de Savas au Moyen Âge. Un document, cependant, peut y aider : les Estimes de 1464. Ce recensement avait comme objectif de faire l'estimation des biens des sujets que l'État voulait imposer. Les nobles n'y figurent pas, car leurs obligations étaient en principe de nature plutôt militaire : protéger leurs sujets et défendre le roi ou leurs suzerains en cas de besoin. On ne trouve pas non plus dans ces estimes les gens les plus pauvres, qui ne gagnaient pas assez pour être imposés. 

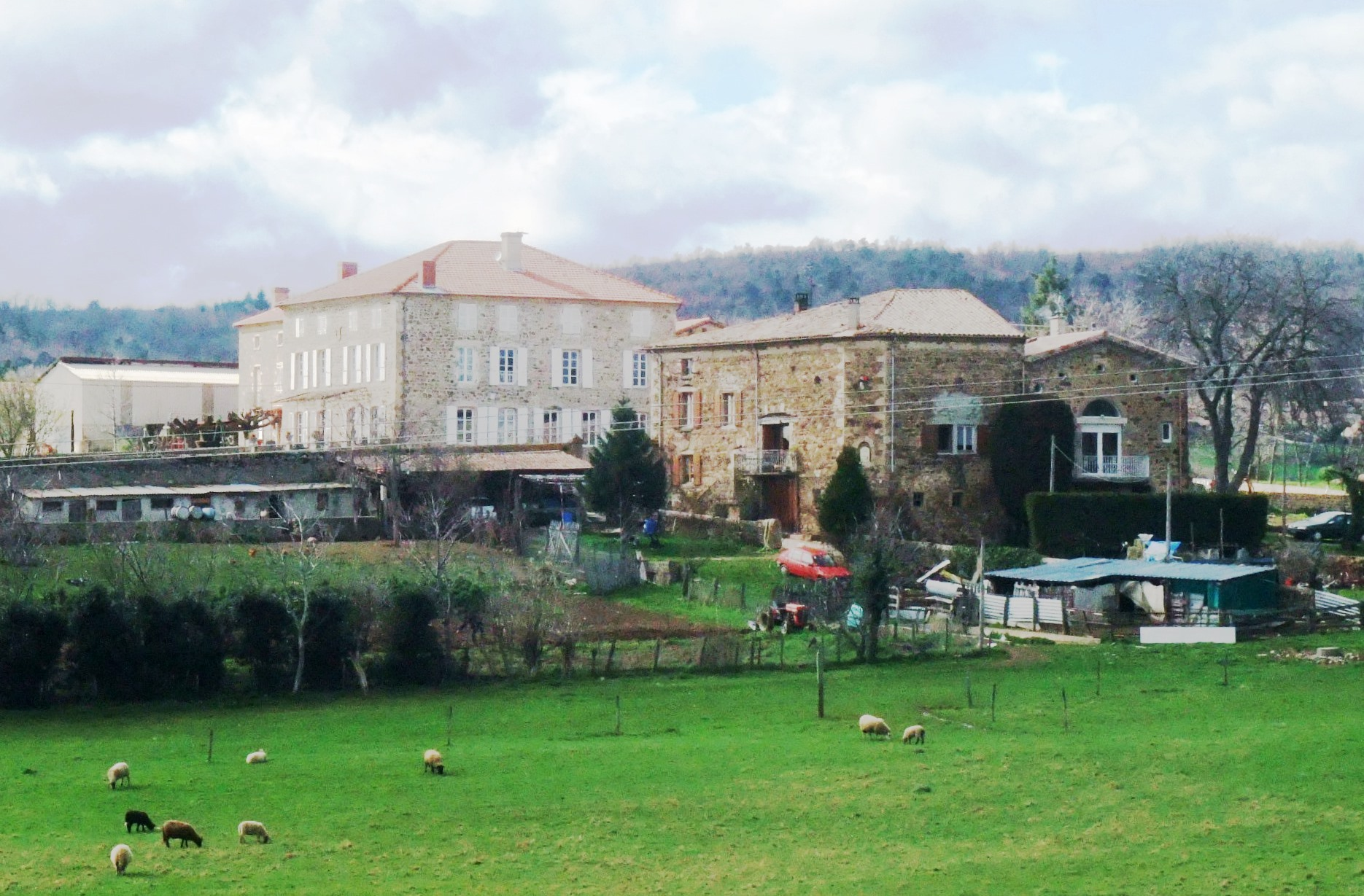
L'élevage de moutons (ici encore à Tourton) a été au Moyen Âge l'activité agricole principale.

Il reste cependant intéressant de voir comment vivaient les classes moyennes. Sur la paroisse de Savas en 1464, les commissaires ont retenu 14 familles relativement aisées. 7 habitent Eteize, 3 Samoyas, 2 le Soulier, 1 Charézy. Leur situation est en moyenne meilleure que les habitants des autres communes du secteur. Leur activité agricole principale est l'élevage : beaucoup de brebis surtout, quelques chèvres, quelques vaches et quelques cochons. Les plus riches ont des bœufs. Certains ont des essaims. Beaucoup cultivent aussi de la vigne.
Malgré tout, à côté de ces contribuables assez aisés pour être taxés, il devait y avoir à Savas pas mal d'autres familles plus modestes. Car, quelques siècles plus tard, les « dénombrements » de 1644 et des années 1700 qui se sont intéressés à l'ensemble de la population ont recensé un total d'environ 80 « feux », représentant environ 400 habitants.

### Entre aristocratie et Révolution

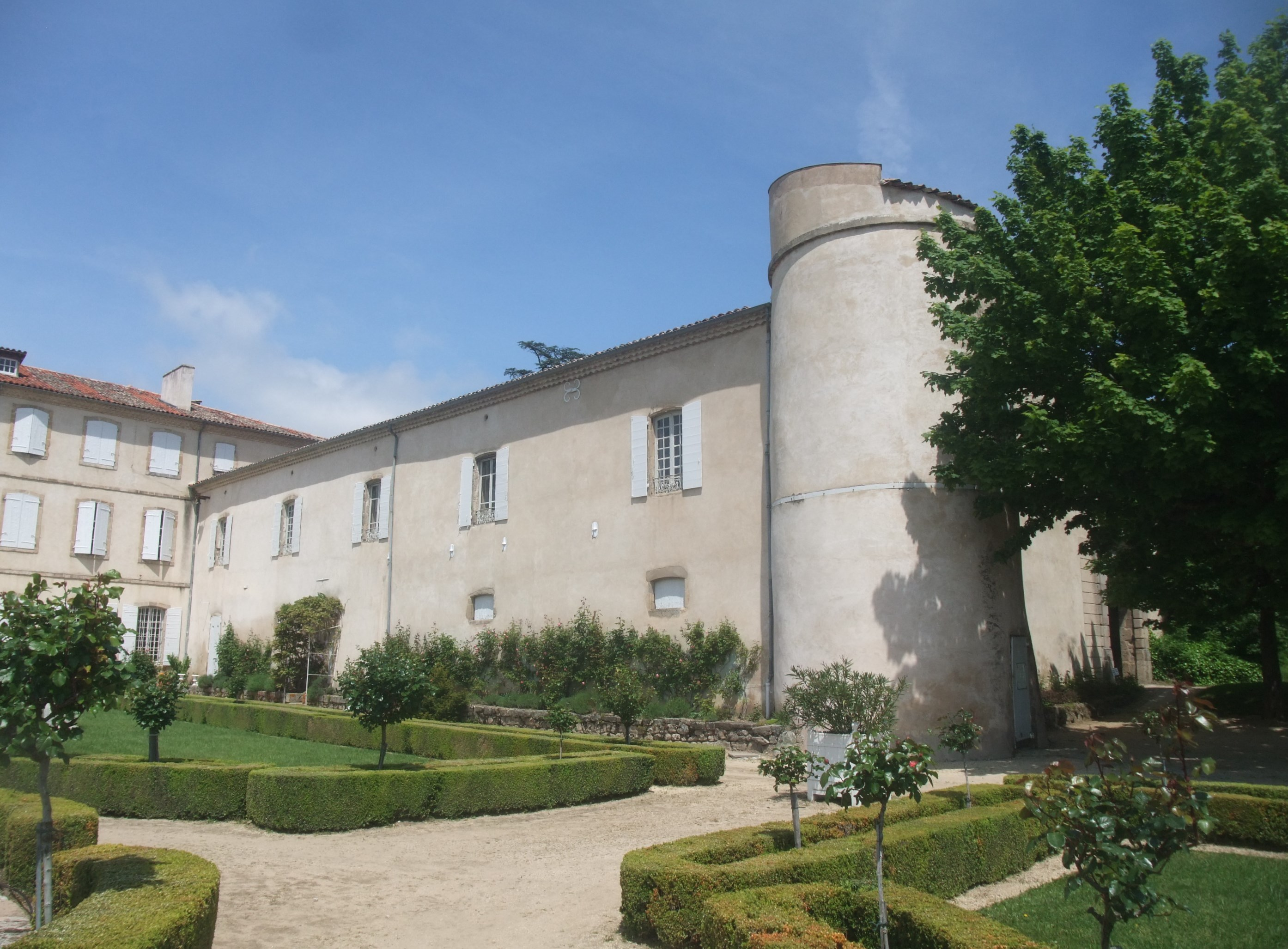
Savas a dépendu longtemps des seigneurs de Gourdan.

Au XVe siècle, les villages de Savas, Charézy et Chazeau faisaient partie du domaine de Gourdan, qui avait été attribué par le seigneur d'Annonay à la famille du Peloux. Ce domaine faisait dans les 1 000 ha et englobait aussi la paroisse de Saint-Clair. Il passa, par mariage, sous le nom des de Vogüé en 1605. Les habitants de Saint-Clair et de Savas leur devaient donc des redevances et dépendaient de leur justice.
Au hameau du Grand Savas, juste au-dessus du village, la famille des Rohan Soubise a eu pendant un temps une sorte de château qu'ils occupaient en résidence secondaire. À une période, deux anciennes favorites du roi Louis XV y auraient été reléguées. Ce bâtiment a été partiellement détruit lors de la Révolution, et achevé par un incendie en 1816.
Dans l'ensemble, la période révolutionnaire a été relativement calme à Savas. Le prêtre de l'époque, l'abbé Jacques Crouzet, était déjà convaincu des idées révolutionnaires et a volontiers prêté serment au nouveau régime. Il est même allé jusqu'à renoncer à son état d'ecclésiastique. Il est cependant redevenu curé de Savas en 1806. L'église avait été fermée un certain temps, avec un bonnet phrygien posé sur la croix de son clocher. À Gourdan, la famille de Vogüé a perdu ses droits seigneuriaux, mais a conservé la propriété de ses bâtiments et d'une grande partie du domaine.

### Des écoles successives

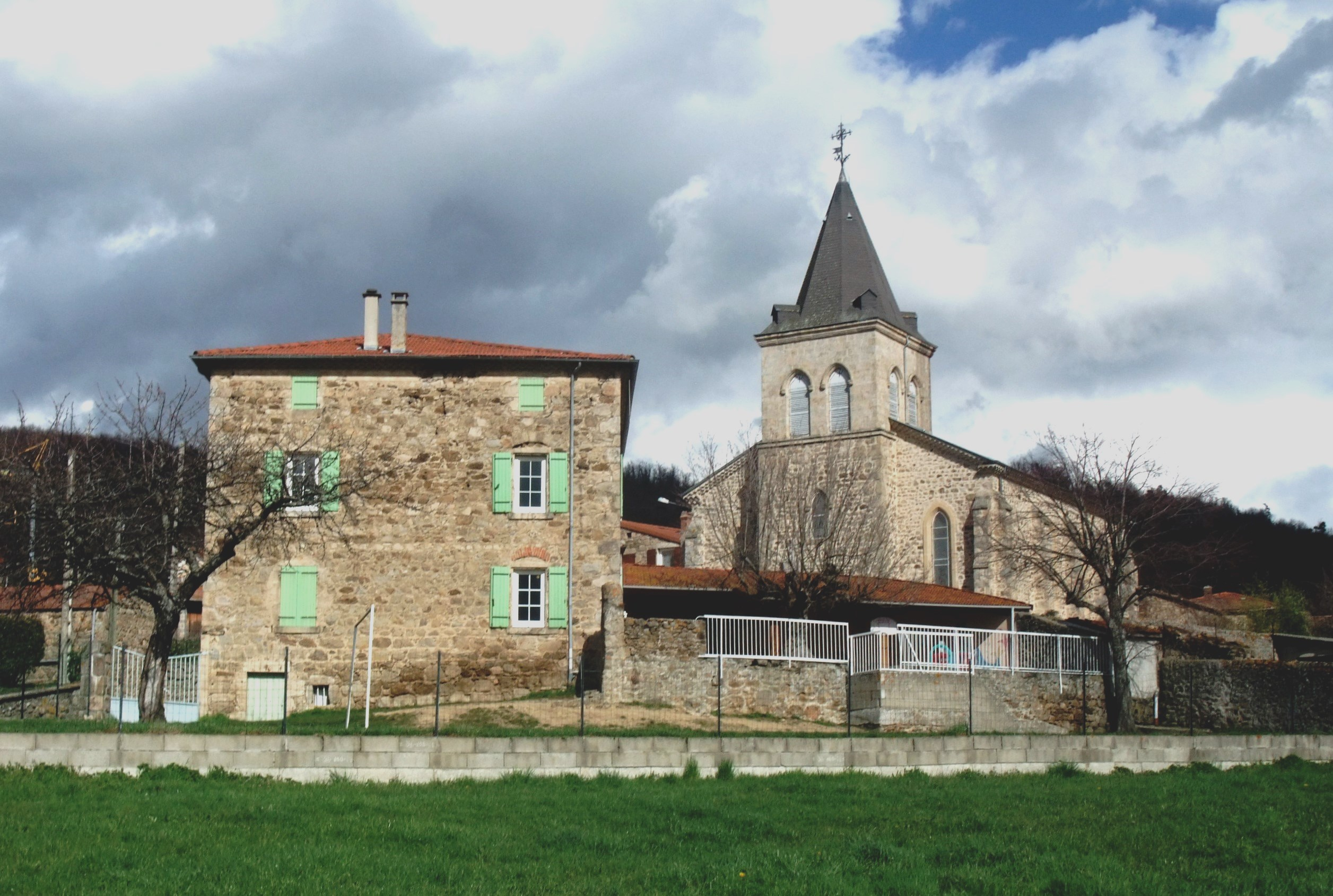
L'école Saint-Joseph se maintient depuis 1858.

La création officielle d'une école publique date de la Révolution. Mais, d'après les Notices de l'abbé Poncer de 1868, les premiers instituteurs de Savas, avant 1837, auraient été « ambulants » : se déplaçant l'hiver de hameau en hameau, et instruisant les enfants des deux sexes dans les maisons qui voulaient bien les accueillir. Ce n'est qu'à partir de 1837 qu'une première école permanente aurait fonctionné. La première « maison d'école » est l'ancienne mairie. Elle a été achetée en 1842 et offrait une grande salle. Pour l'agrandir, le bâtiment voisin a été acheté en 1875. Il accueille maintenant la salle communale de réunions.
En 1910, l'école publique a eu droit à un bâtiment neuf, qui est l'actuelle salle polyvalente. Elle a fermé en 1964. En 1993, le bâtiment a accueilli la cantine scolaire. En 1995, la municipalité a accepté de participer à l'agrandissement de l'école publique de St-Clair, qui est maintenant intercommunale. Le hameau d'Eteize a eu aussi une école publique. Elle a fermé dans les années 1960. Le bâtiment a été vendu en 1992.
La création de l'école privée de filles remonte à 1858, avec la venue de deux sœurs de Saint-Joseph dans un local provisoire. Le bâtiment actuel leur a été construit par la paroisse en 1863.

### Exode puis urbanisation
Vers 1850, la population de la commune qui avait atteint 600 habitants a commencé à baisser et cet exode rural s'est accentué au XXe siècle avec les progrès du machinisme dans les campagnes : jusqu'à compter seulement 281 habitants en 1962. Par contre, à partir des années 1970, l'augmentation de la population a été spectaculaire avec la construction de villas et l'aménagement de lotissements. D'autant que l'eau de la nappe phréatique du Rhône a été disponible à partir de 1964. La population a atteint 841 habitants en 2013. Elle se trouve regroupée sur plusieurs secteurs inégalement peuplés : le secteur de Chazeaux et de Tourton compte ainsi près de 300 habitants, contre 180 à Samoyas et au Soulier, une centaine à Charézy, une autre centaine à Eteize et une autre centaine au village. Les derniers règlements d'urbanisme vont chercher à contrôler cette évolution : ne pas dépasser le rythme annuel actuel de cinq nouveaux logements (environ douze habitants), sur des surfaces moins grandes. Les constructions seront limitées à la zone du Grand Savas et aux terrains inoccupés des autres zones urbanisées. Les paysages naturels seront préservés et mis en valeur.

## Politique et administration

### Liste des maires
| Période                                  | Période   | Identité         | Étiquette | Qualité                                         |
| ---------------------------------------- | --------- | ---------------- | --------- | ----------------------------------------------- |
| 1900                                     | 1913      | Aimé Chappat     |           |                                                 |
| 1914                                     | 1929      | Jean-Marie Combe |           |                                                 |
| 1929                                     | 1945      | Joseph Fauconnet |           |                                                 |
| 1945                                     | 1971      | Edouard Béraud   |           |                                                 |
| 1971                                     | 1977      | Félix Veyre      |           |                                                 |
| 1977                                     | 1983      | Louis Seignovert |           |                                                 |
| mars 1983                                | mars 1995 | Veyre Bernard    |           |                                                 |
| mars 2001                                | mars 2008 | Monique Forel    |           |                                                 |
| mars 2008                                | mai 2020  | Alain Thomas     |           | Retraité d'une entreprise publique              |
| mai 2020                                 | en cours  | Yves Rullière    |           | Ancien artisan, commerçant ou chef d'entreprise |
| Les données manquantes sont à compléter. |           |                  |           |                                                 |

## Population et société

### Démographie
L'évolution du nombre d'habitants est connue à travers les recensements de la population effectués dans la commune depuis 1793. Pour les communes de moins de 10 000 habitants, une enquête de recensement portant sur toute la population est réalisée tous les cinq ans, les populations de référence des années intermédiaires étant quant à elles estimées par interpolation ou extrapolation. Pour la commune, le premier recensement exhaustif entrant dans le cadre du nouveau dispositif a été réalisé en 2007.

En 2022, la commune comptait 896 habitants, en évolution de −0,88 % par rapport à 2016 (Ardèche : +2,48 %, France hors Mayotte : +2,11 %).
| 1793 | 1800 | 1806 | 1821 | 1831 | 1836 | 1841 | 1846 | 1851 |
| ---- | ---- | ---- | ---- | ---- | ---- | ---- | ---- | ---- |
| 419  | 411  | 657  | 582  | 560  | 538  | 560  | 590  | 573  |

| 1856 | 1861 | 1866 | 1872 | 1876 | 1881 | 1886 | 1891 | 1896 |
| ---- | ---- | ---- | ---- | ---- | ---- | ---- | ---- | ---- |
| 614  | 571  | 568  | 554  | 550  | 539  | 549  | 523  | 472  |

| 1901 | 1906 | 1911 | 1921 | 1926 | 1931 | 1936 | 1946 | 1954 |
| ---- | ---- | ---- | ---- | ---- | ---- | ---- | ---- | ---- |
| 478  | 448  | 426  | 361  | 352  | 315  | 344  | 317  | 323  |

| 1962 | 1968 | 1975 | 1982 | 1990 | 1999 | 2006 | 2007 | 2012 |
| ---- | ---- | ---- | ---- | ---- | ---- | ---- | ---- | ---- |
| 281  | 282  | 310  | 508  | 575  | 694  | 792  | 806  | 852  |

| 2017 | 2022 | - | - | - | - | - | - | - |
| ---- | ---- | - | - | - | - | - | - | - |
| 900  | 896  | - | - | - | - | - | - | - |

Dans les années 1800, il semble que la vie de la population se soit améliorée, puisque les recensements évoluent entre 550 et 600 habitants. Mais le hameau d'Eteize a aussi été rajouté à la commune. Au milieu du XIXe siècle, la population a commencé à baisser et cet exode rural s'est accentué au XXe siècle avec les progrès du machinisme dans les campagnes. Par contre, à partir des années 1970, l'augmentation de la population a été spectaculaire avec la construction de villas et l'aménagement de lotissements. D'autant que l'eau de la nappe phréatique du Rhône a été disponible à partir de 1964. Mais les derniers règlements d'urbanisme vont chercher à contrôler cette évolution : ne pas dépasser le rythme annuel actuel de cinq nouveaux logements (environ douze habitants), sur des surfaces moins grandes. Les constructions seront limitées à la zone du Grand Savas et aux terrains inoccupés des autres zones urbanisées.

### Enseignement
Rattachée à l'académie de Grenoble, la commune est dotée d'une école maternelle et élémentaire privée. Les élèves de l'école primaire publique vont à Saint-Clair.

### Médias
La commune est située dans l'aire de distribution de deux organes de presse régionaux :
- L'Hebdo de l'Ardèche est un journal hebdomadaire français basé à Valence. Il couvre l'actualité de tout le département de l'Ardèche ;
- Le Dauphiné libéré est un journal quotidien de la presse écrite française régionale distribué dans la plupart des départements de l'ancienne région Rhône-Alpes, notamment l'Ardèche. La commune est située dans la zone d'édition d'Annonay.

### Associations
ACCA (depuis 1939/1969), Fnaca (1973), Anciens Heureux de vivre (1984), Association des Jeunes (1987), Comité des Fêtes (1988).
AEP Ogec (1947), Sou des Écoles Saint-Clair Savas (1995).
AFR avec Boulieu et Saint-Clair (1985), Basket Saint-Clair Savas (1987) puis Deûme Basket Saint-Clair / Boulieu / Savas / Bourg-Argental (2007), Tennis (1988), SPA La Vivaroise (1996), Auto Sport (1998), Sauvegarde du Patrimoine (1999).

#### Une intercommunalité de voisinage

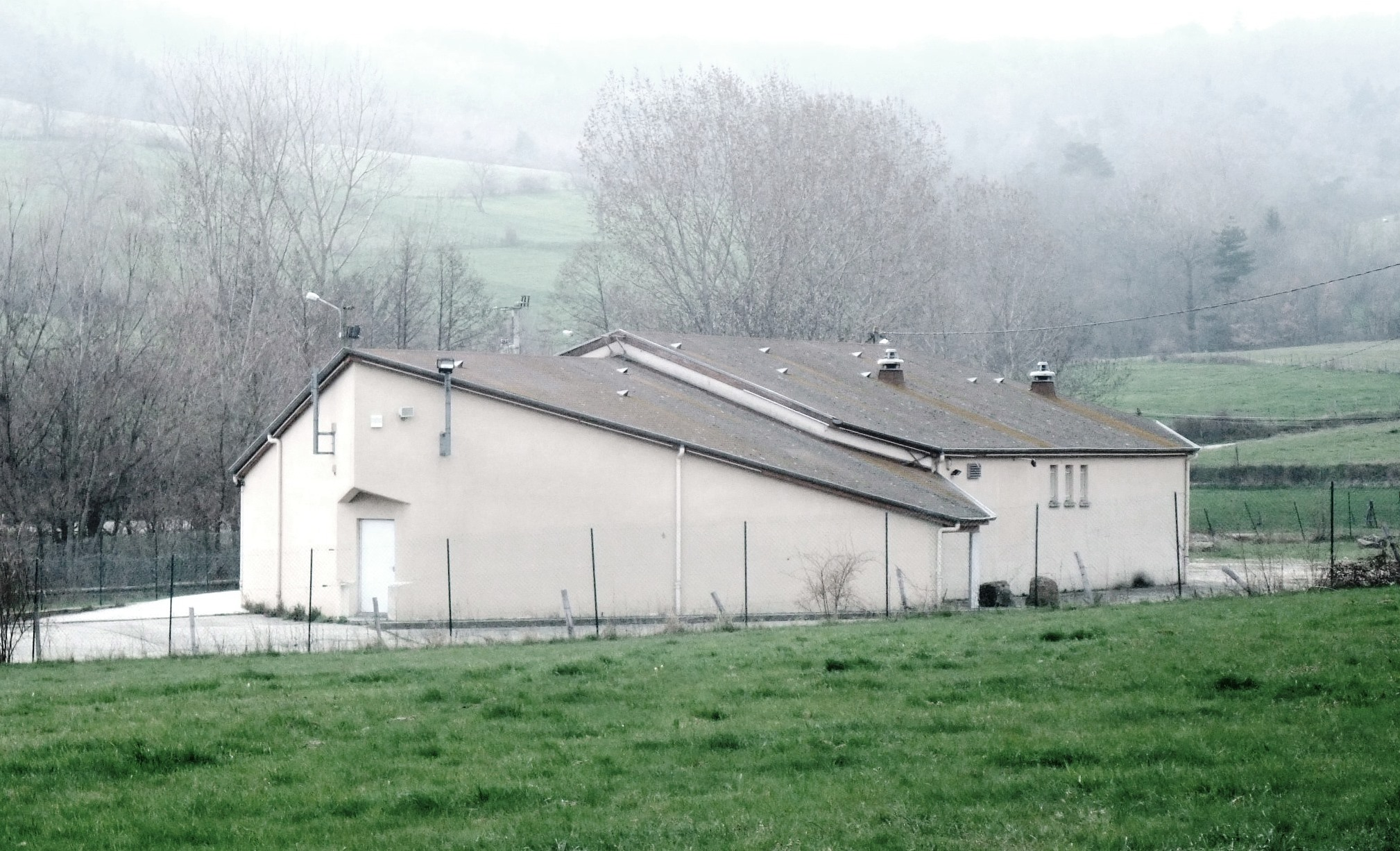
L'ancienne discothèque est redevenue salle communale.

Commune rurale aux revenus limités, la commune de Savas pouvait difficilement s'offrir des équipements collectifs comme certaines de ses voisines plus grandes. La position de son chef-lieu n'est pas non plus idéale, excentrée au nord de la zone d'attraction d'Annonay et de Boulieu. Pour beaucoup d'associations, l'intercommunalité a donc été de mise. Elle a été clairement affichée par le club de Basket « Saint-Clair-Savas-Boulieu », devenu ensuite « Deûme Basket » avec l'entrée de Bourg-Argental. En 1985, les Savassiens ont préféré adhérer à l'AFR de Boulieu plutôt que de créer leur propre antenne. Les Aînés et les anciens combattants se réunissent avec Saint-Clair. Quant à l'association forestière, elle regroupe plusieurs communes autour du Fayet.
La commune a cependant sur son territoire la « Maison Rurale d'Animation ». Elle a été construite en 1987 par la commune et a d'abord été louée comme discothèque : Rouge Baiser de 1987 à 1995, puis L'Évasion de 1995 à 2000, et enfin Seven puis Moove's. La commune en a ensuite repris l'usage et l'a restaurée avec des bénévoles en 2008.

#### La Sauvegarde du Patrimoine

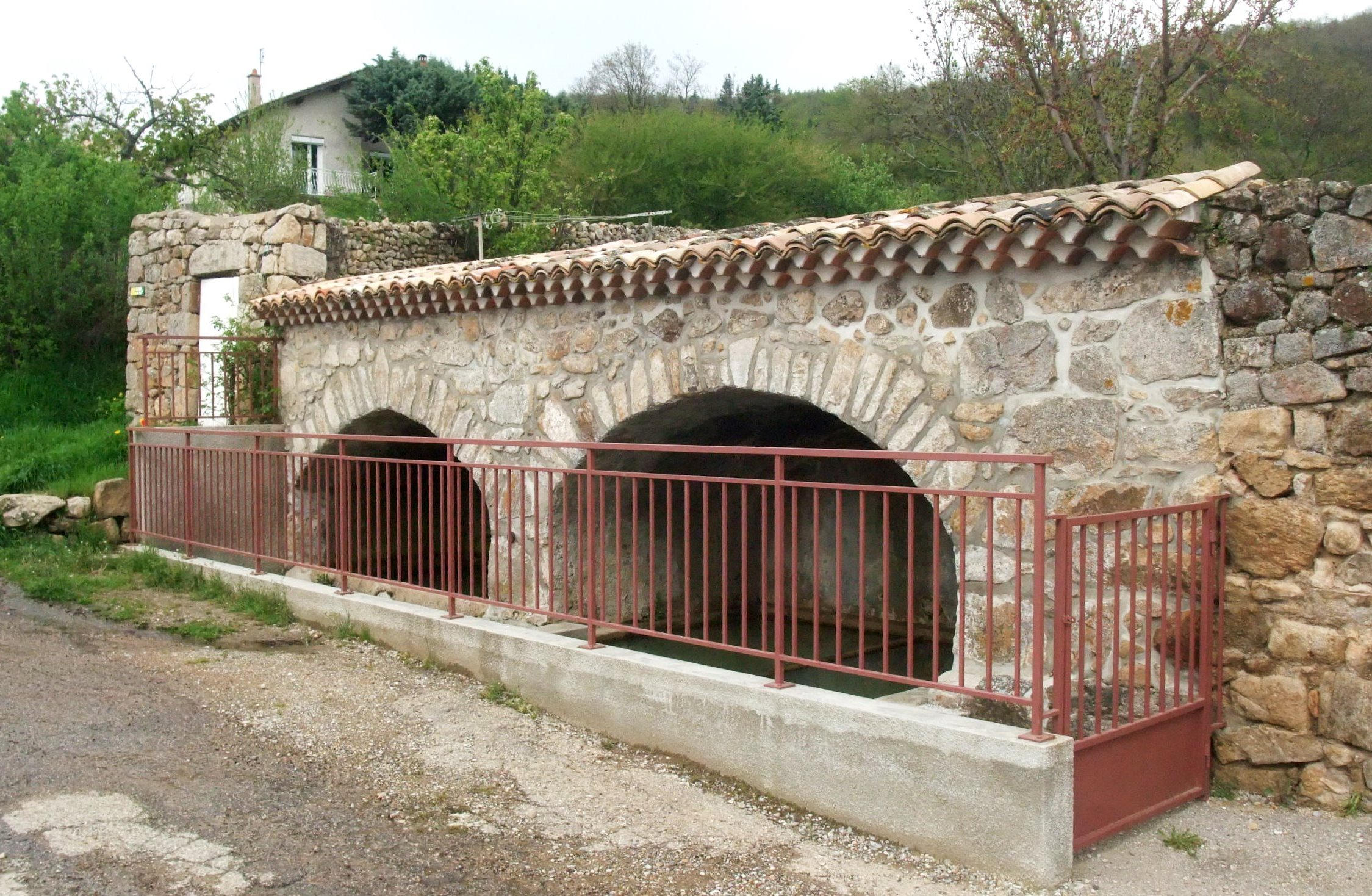
L'ancien lavoir du village, restauré par la Sauvegarde du Patrimoine.

L'association a été créée en 1999 autour de la restauration de la Madone du Mont Chaud. Du crépi était à reprendre et la végétation était envahissante. La mise en association des volontaires permettait d'associer plus de monde, de recevoir des dons et de gérer clairement un budget. Mais l'association s'est donnée un but plus général : « inventorier, restaurer, mettre en valeur le patrimoine de Savas et retracer son histoire ».
Après la restauration de la madone, par des bénévoles et par des professionnels, l'association a poursuivi par l'entretien de divers monuments patrimoniaux. Elle s'est activée par exemple à la remise en état des anciens points d'eau collectifs : lavoirs, abreuvoirs et puits communaux.

#### Le refuge de la SPA

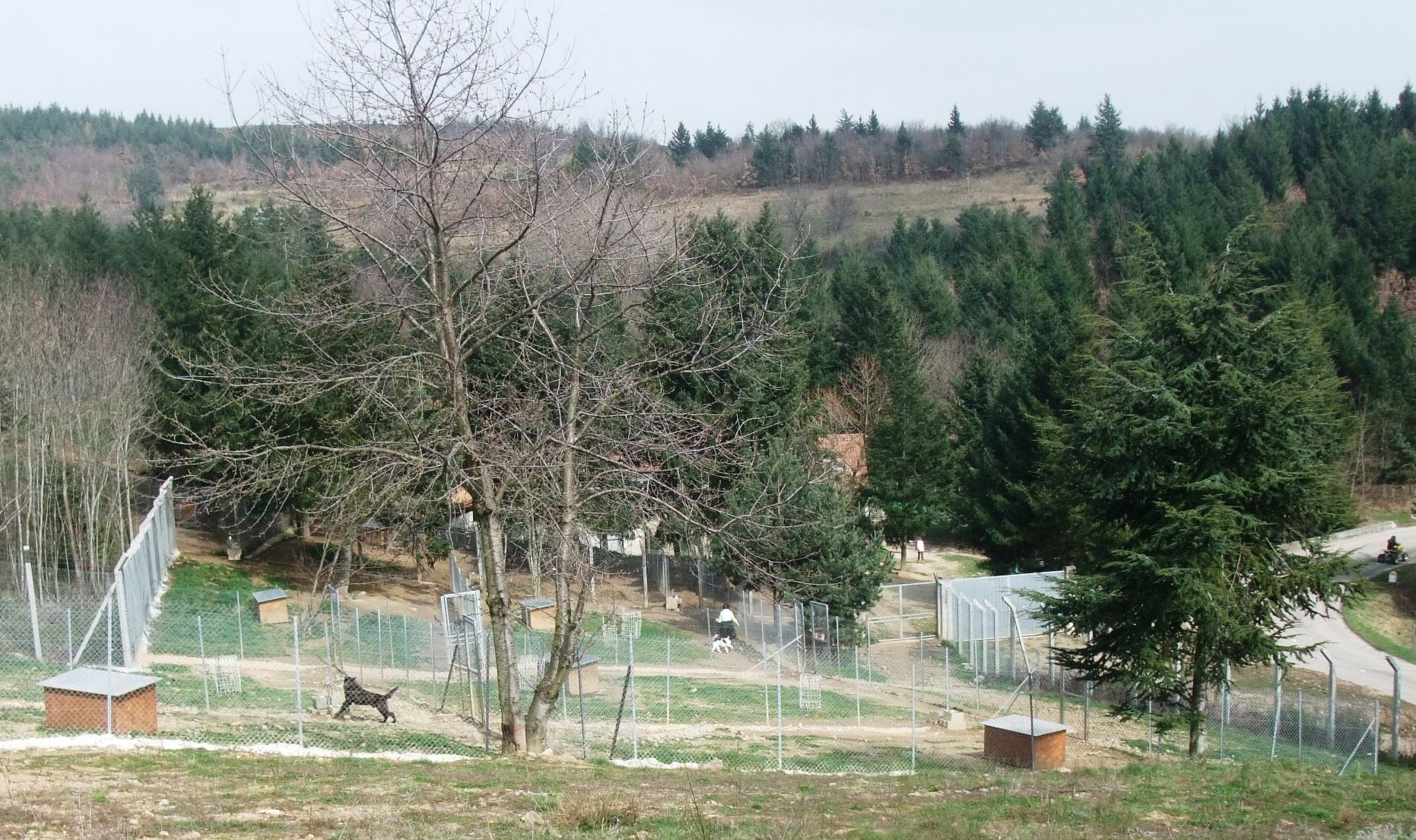
Le refuge de la SPA accueille jusqu'à 80 animaux provenant de 35 communes.

L'association « La Vivaroise » a été créée en 1993. Elle a acheté les 7 000 m2 du terrain du Fayet en 1995 et le refuge a ouvert fin 1996. Actuellement, il sert de fourrière communale à 35 communes du Nord Ardèche et de la Loire. Il peut héberger 80 animaux. Il reçoit en moyenne un animal par jour, perdu ou abandonné, chien ou chat essentiellement. Les animaux sont pris en charge, nourris et soignés par deux salariés et une trentaine de bénévoles. Les 19 enclos créés permettent de sortir les chiens tous les jours. Certains animaux arrivent à retourner à leurs propriétaires, la plupart sont adoptés. Les plus âgés sont gardés. Les plus malades sont euthanasiés. Le refuge SPA vit des cotisations des communes, des frais d'adoption et de dons. En 2009, par exemple, un legs a permis des agrandissements de confort et une augmentation de la capacité d'accueil.

## Économie

### La forêt

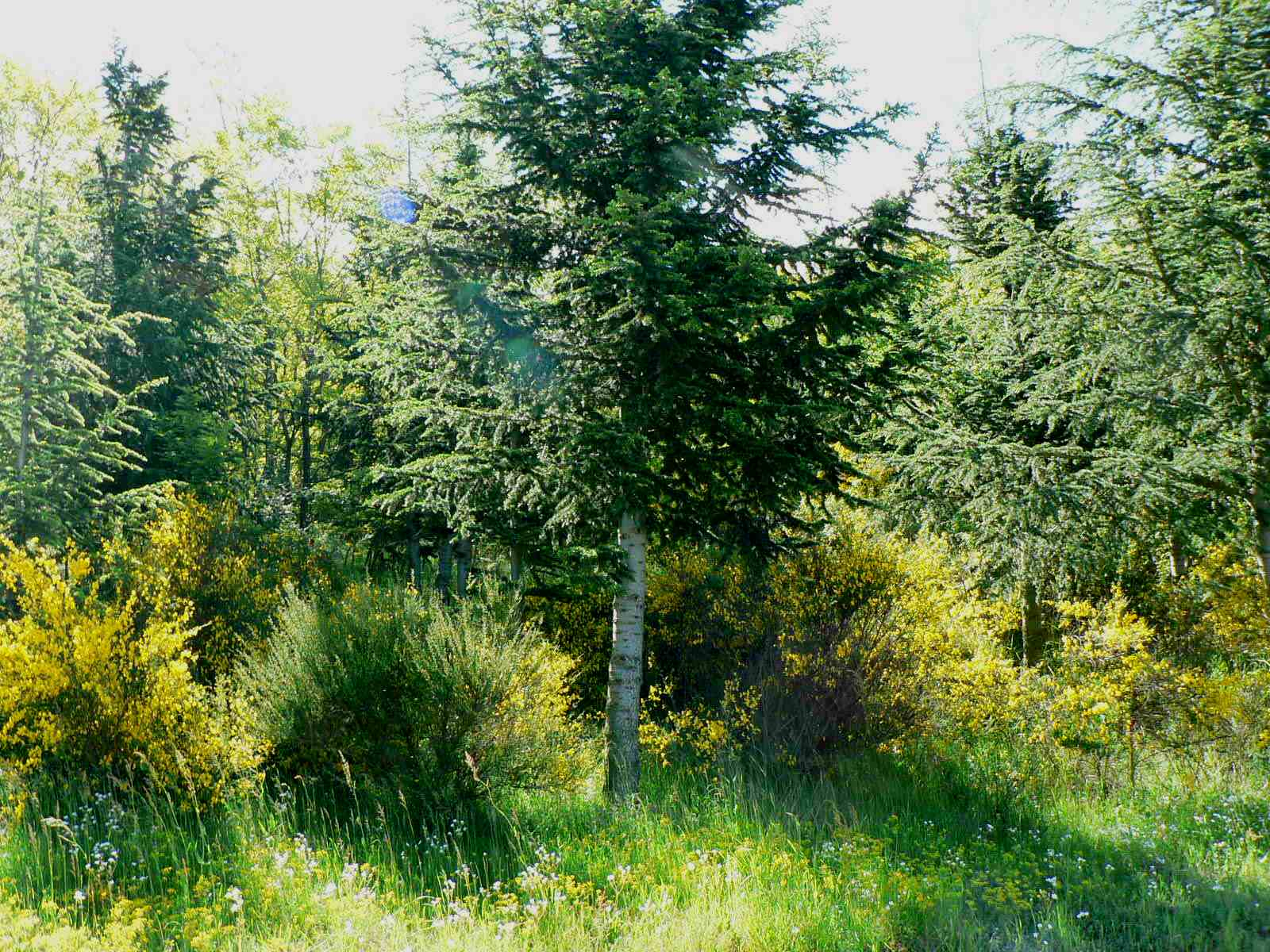
Une forêt mêlée et plus ou moins cultivée.

La forêt occupe une surface de plus en plus importante sur la commune de Savas, mais son exploitation se heurte à des difficultés diverses. Les sols, d'abord, sont relativement pauvres et ne permettent guère que la plantation de pins ou de cèdres dans les endroits les plus secs. Les expositions les plus fraîches peuvent par contre recevoir des douglas. Jusqu'aux années 1960, du bois de pin était régulièrement expédié dans les régions minières. Aujourd'hui, les débouchés semblent plus restreints.
Comme autres difficultés, la forêt du Fayet souffre d'un morcellement excessif des parcelles, et elle a subi divers accidents climatiques : sécheresses, incendies, et tempête de 1999.
Pour éviter l'embroussaillement et faciliter des opérations de gestion, des pistes forestières ont été réalisées dans les années 1980. Des subventions ont facilité les replantations, au moins sur les plus grandes parcelles. Depuis 1987, une association de propriétaires pour la gestion de la forêt autour du col du Fayet, (ASGF) tente d'aider les propriétaires les plus motivés. La situation générale de la forêt reste encore problématique, très variable selon les parcelles. Les pistes créées permettent au moins l'accès des engins de travaux et des promeneurs, à pied, à vélo, à cheval ou à moteur.

## Culture locale et patrimoine

### Lieux et monuments
- Vestige de l'ancienne chapelle de Saint-Julien en Goye
- Église Saint-Julien de Savas

#### Les anciens filons d'Eteize

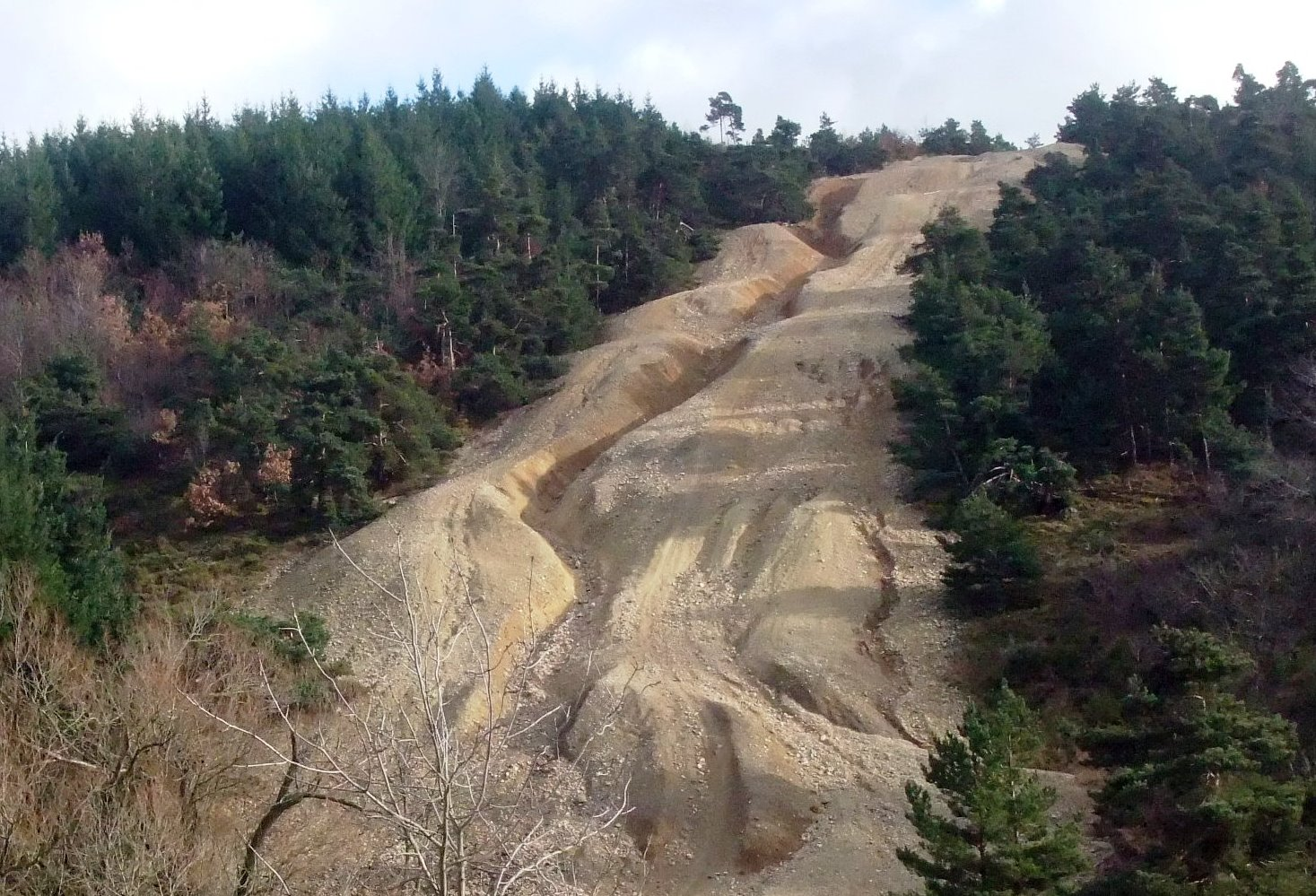
Les déblais d'un ancien filon.

Au-dessus du hameau d'Eteize, on aperçoit de loin des bandes de terrain dépourvues de végétation. Il s'agit de « haldes », à savoir des amas de débris miniers. On peut en retrouver une vingtaine entre Savas, Brossainc et Saint-Julien-Molin-Molette. Chacune de ces bandes de terrain marque l'emplacement d'une faille de l'écorce terrestre. Ces cassures verticales entre des plaques rocheuses ont permis, à des époques très anciennes, le passage de minerais qui ont cristallisé sur place. À Eteize, on a ainsi exploité les inclusions dans le quartz d'un sulfure de plomb, la galène. 

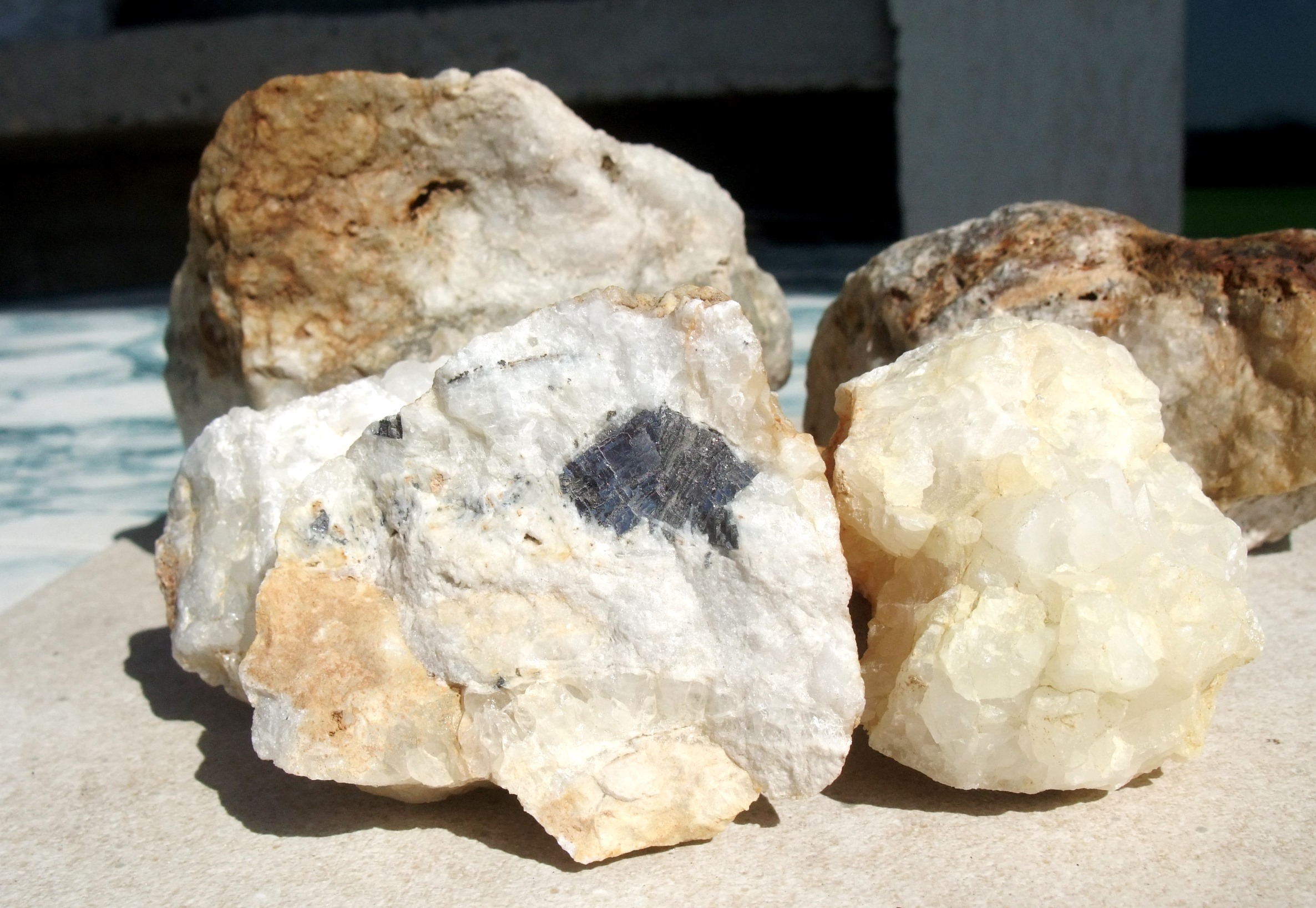
Les mines recherchaient le plomb inclus dans le quartz des filons.

Ces filons étaient utilisés de longue date pour fournir à des potiers la matière d'un vernis. C'est à partir de 1717 qu'une ordonnance royale a confié leur exploitation systématique à un autrichien naturalisé, François Kayr de Blumenstein. Au centre des bandes s'ouvraient des galeries étroites qui s'enfonçaient dans les profondeurs en suivant les filons. Le minerai sorti faisait l'objet d'un premier triage sur place. Il était emmené ensuite à Saint-Julien-Molin-Molette : il était concassé, lavé, et chauffé par deux fois. Le plomb récupéré partait ensuite pour le port de Saint-Pierre-de-Bœuf et Lyon.
C'est autour des années 1750 que l'exploitation a été la plus productive, avec jusqu'à 120 ouvriers, français et étrangers. Elle a été progressivement arrêtée jusqu'en 1831, mais en ayant assuré une grande partie des besoins de l'armée française sous Louis XV, la Révolution et l'Empire.

### Sites naturels

#### Le Suc de Clava

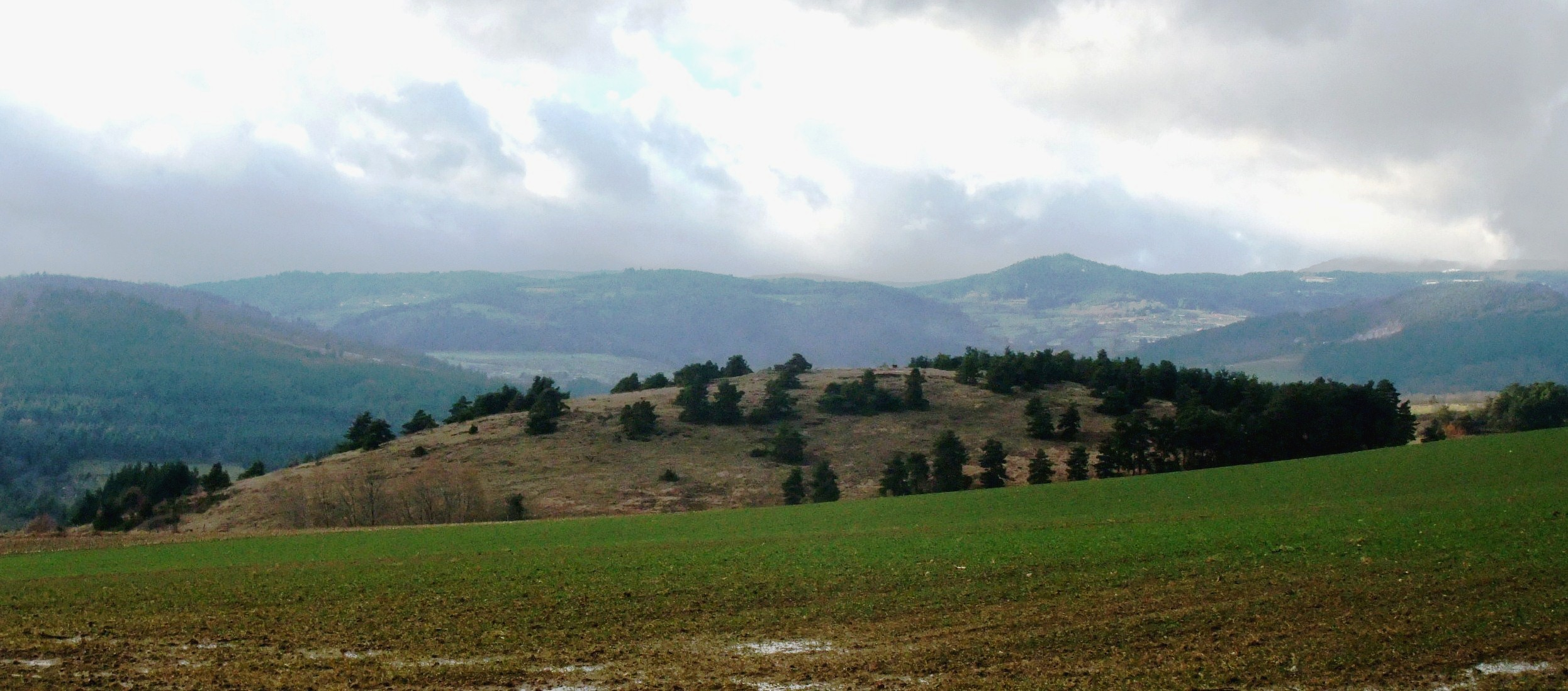
Une rareté géologique qui se remarque à sa végétation plus sèche.

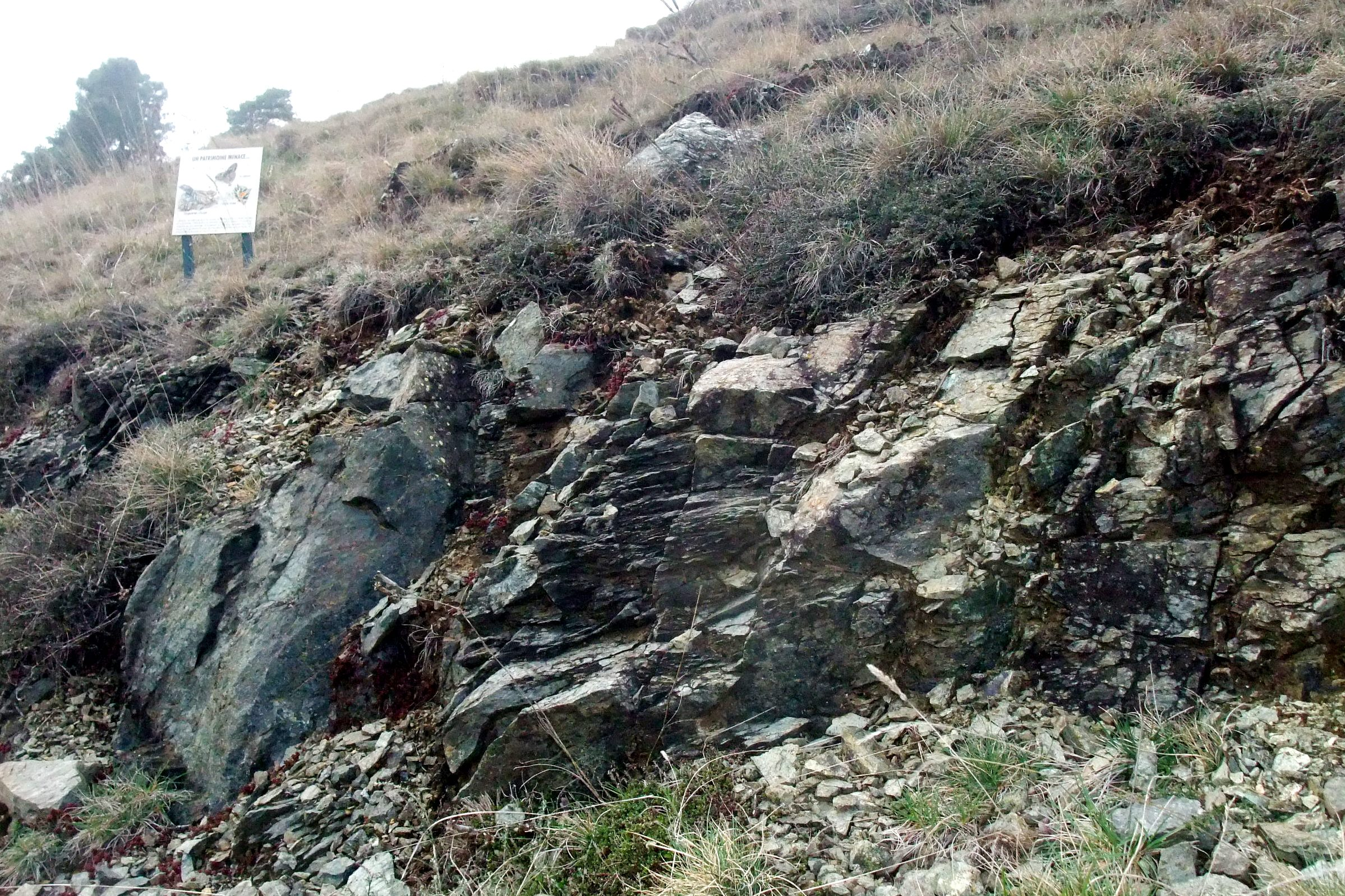
La serpentine se présente sous la forme d'une roche noire en écailles.

Entre le hameau d'Eteize et le lac du Ternay figure une autre curiosité géologique : le Suc de Clava. On repère cette colline à sa végétation en partie rase et sèche, en partie colonisée par des pins. Sur place, on trouve en effet un sol très particulier formé d'écailles de roches noires, la serpentine. Il s'agit d'un affleurement rare de roches très anciennes, qui restent ordinairement enfouies en profondeur. Au Suc de Clava, d'autres forces ont joué au cours des âges, relevant à l'air libre ce morceau de fond d'un océan disparu il y a 500 millions d'années. En France, seuls quelques autres affleurements de ce type existent dans le Massif Central. Ces sols anciens sont composés d'éléments chimiques lourds en grande quantité : nickel, cobalt, cuivre, chrome… Ils gênent ou interdisent la croissance des végétaux habituels. Par contre quelques sortes de fougères rares s'y sont bien adaptées, de même que deux espèces de papillons spécialistes des pelouses sèches. Le site du Suc de Clava fait l'objet d'études et d'attentions de la part du Conservatoire Rhône-Alpes en tant qu'espace naturel remarquable.

#### Lieux de promenades

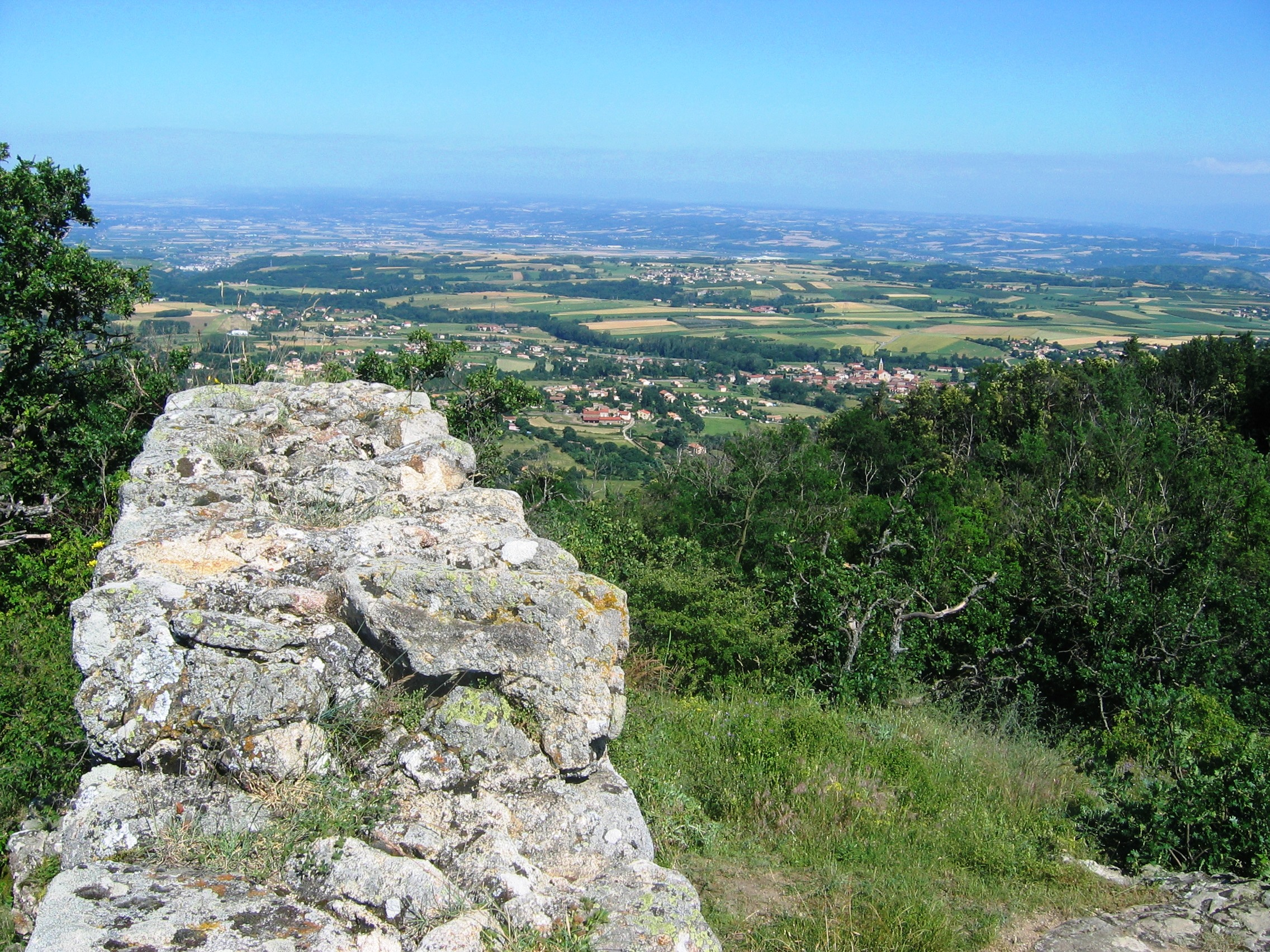
Une vue dominante depuis le site de Saint-Julien-en-Goye.

Les possibilités de promenades sont très nombreuses sur la commune, vu le grand nombre de pistes forestières. Les secteurs forestiers sont très variés, avec parfois quelques ensembles cohérents. À l'est du village, il reste très intéressant d'aller découvrir l'ancien site de Saint-Julien-en-Goye. On peut partir du village ou du réservoir d'eau installé au sud. On peut poursuivre jusqu'à la Vierge du mont Chaud qui domine le village, ou, côté Félines, jusqu'à la clairière aménagée de Beauregard.
Dans le secteur de Samoyas et de Charézy, les sentiers exposés au sud sont intéressants en hiver. Le col du Fayet est un site fréquenté par les amateurs de pique-niques et les cyclotouristes.
Au-dessus d'Eteize, on retrouvera les vestiges des anciennes mines. Un peu plus bas, le site géologique du Suc de Clava. Et bien sûr, le lac du Ternay, agréable en toutes saisons avec ses abords et son chemin de ronde.

### Personnalités liées à la commune
- Paul Bourget (1852-1935), écrivain et membre de l'Académie française. Paul Bourget a une double ascendance ardéchoise, à Savas et à Peaugres. Peaugres était le village de son grand-père paternel Claude Bourget. Savas a été le village de son épouse, la grand-mère de l'écrivain, Marie Françoise née Bouveron, dont la maison se situe au cœur du village.
- Diana Spencer (1961-1997), épouse de Charles, prince de Galles, a des racines généalogiques lointaines à Savas. Il s'agit de la famille Tourton, qui avait donné aux XVIe et XVIIe siècles une dynastie de notaires et d'hommes de loi à Boulieu et à Savas. C'est d'ailleurs le nom de leur propriété qui est resté au hameau de Tourton. Un descendant de cette famille parti en Angleterre il y a 10 générations est devenu un des ancêtres de « lady Di ».

### Héraldique
|  | Savas possède des armoiries dont l'origine et le blasonnement exact ne sont pas disponibles. |

### Sources et bibliographie
- Abbé J.-Pierre Poncer, Notices sur la paroisse de Savas, 1868.
- bulletins municipaux et notamment recherches de Michel Guigal.
- Archives municipales et paroissiales.
- François Bassaget, Savas, documents d'archives, 2001.
- Albin Mazon, Voyage autour d'Annonay, 1901.
- Guide de l'Union Touristique Ardèche Verte, 1991.
- articles du Dauphiné libéré, et notamment reportages du 11 août 2013 de François Bassaget.